# Olorunia
Olorunia is een geslacht van spinnen uit de  familie van de Agelenidae (trechterspinnen).

## Soort
- Olorunia punctata Lehtinen, 1967